# 凱莉包

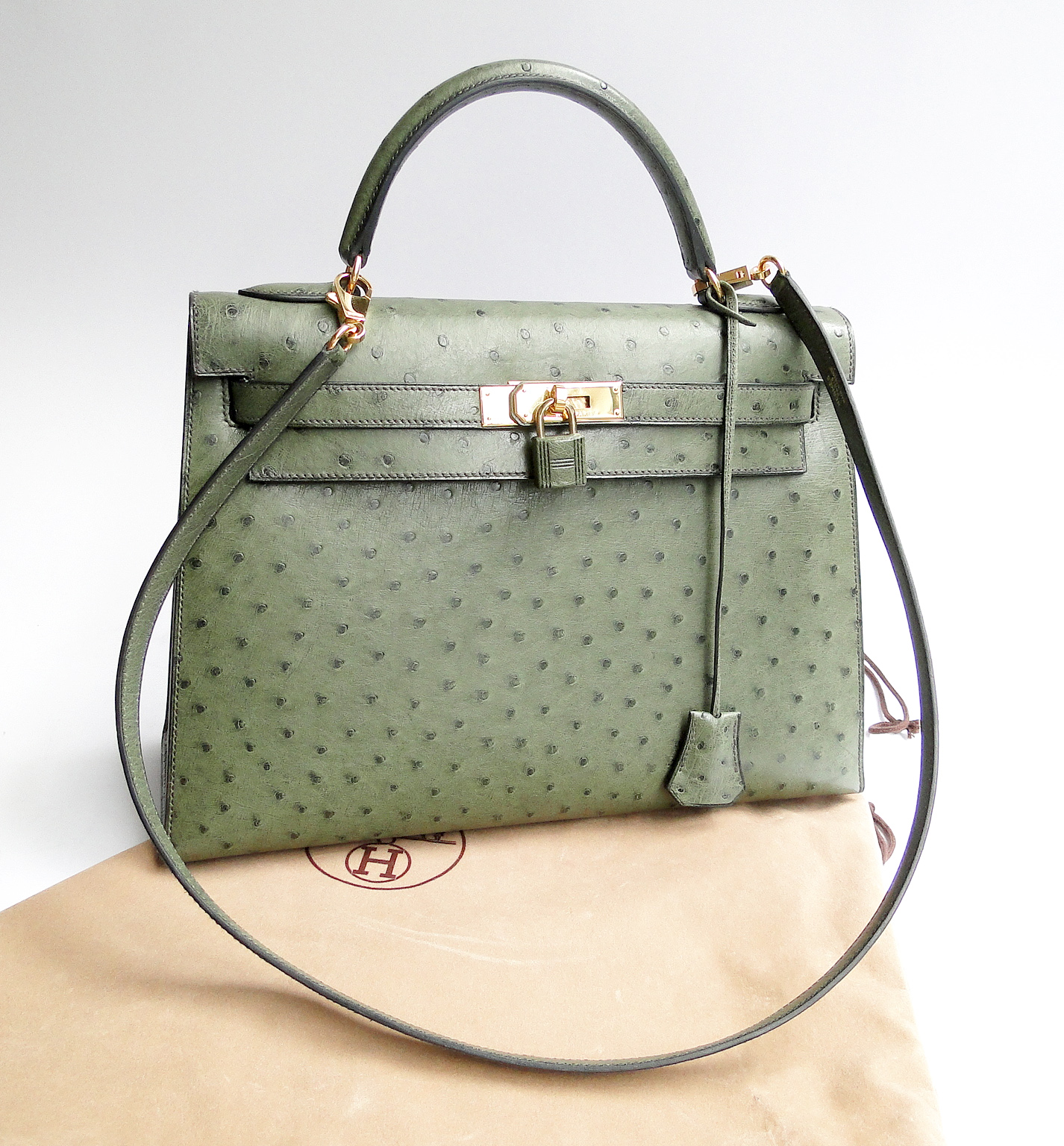
鴕鳥皮凱莉包

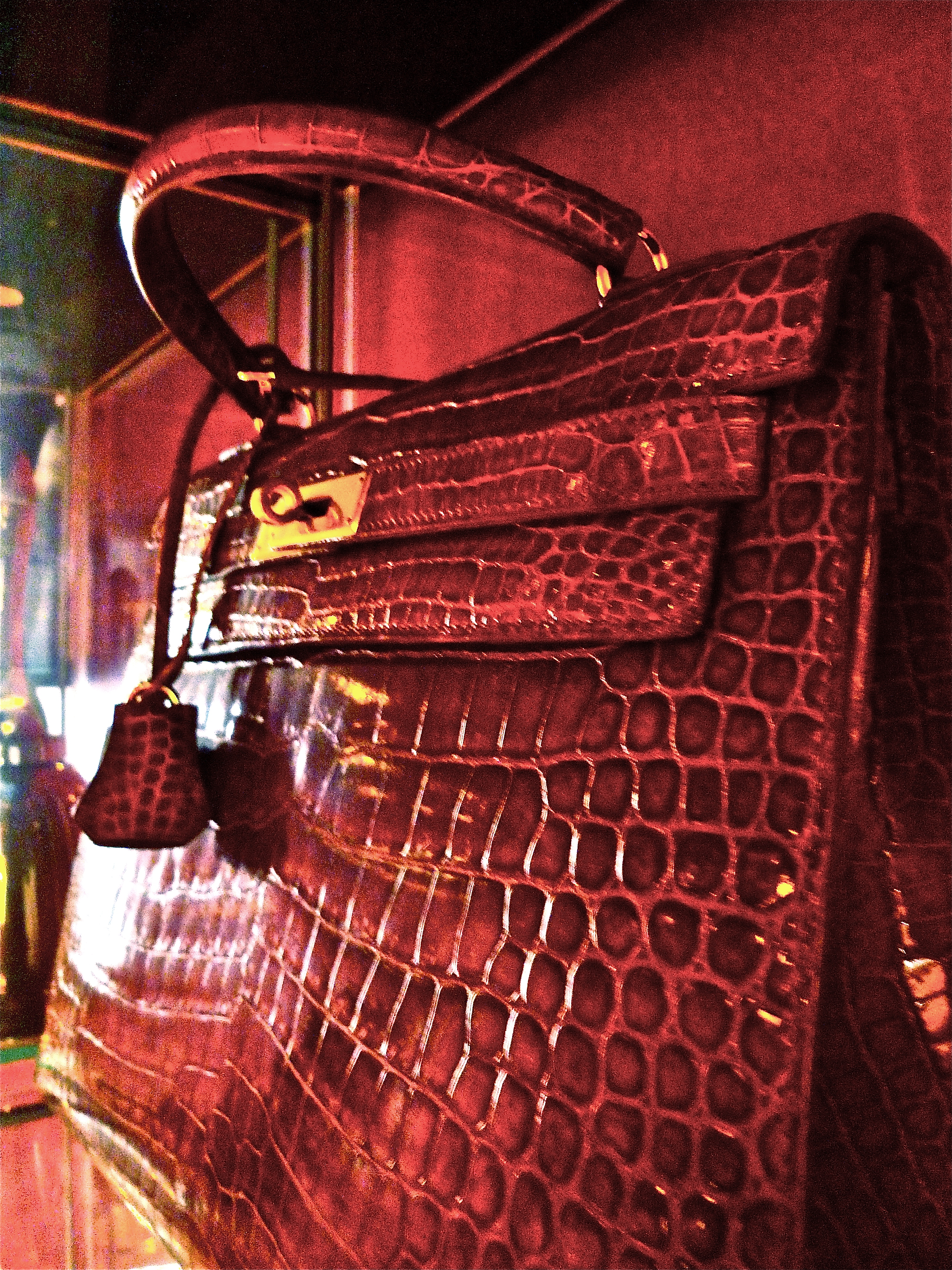
紅色凱莉鱷魚包

凯莉包（法語：sac Kelly）是爱马仕公司以已故摩纳哥王妃葛莉絲·凱莉命名的一款女式手提包。早在1935年，爱马仕公司发布了一款名为Sac-à-Croire的马鞍袋，这款包自发布之日起一直默默无闻，不被世人所关注，直到1956年，葛莉絲·凱莉手提这款包为“生活”杂志拍摄照片时，这款包开始被人们关注到。葛莉絲·凱莉拎着最大尺码以鳄鱼皮制成的这款包，半掩着她已怀孕的身躯，流露出妩媚的女性美。这页令人难忘的封面照，使凯莉包掀起极大热潮，也让这款原为搜猎者设计的马鞍袋成为了爱马仕皮具系列中的常青树。爱马仕集團在徵得摩納哥王室的同意後，決定以王妃結婚前的名字Kelly來命名這款包，此後凯莉包成為不墜流行的經典款。

## 介绍
凯莉包的特点是单柄、双缝以及容量小。宽度一般都在30cm左右。另外，凯莉包在底部的缝接有两种方式，一种是包内缝制接口，一种是包外缝制接口，外缝的价格相对会比较较贵一些。
凯莉包给人非常优雅、正式的感觉。可以适用于任何正式场合或五星级酒店。这是因为凯莉包的形状使得女性在使用这款包时，需要保持一种直立的姿态。总的来说，女性都非常喜欢使用这款手提包，凯莉包也始终与金钱相伴，因为这款包的售价从7500美元至25000美元不等，手提包的材质与颜色决定了价格的高低。即使如此，人们仍然对它趋之若鹜，这款包的等候列表中经常有一长串用户名单。凯莉包这种简約華貴的风格，在20世纪50年代成为一种时尚。鲜红与翠绿的凯莉包最适合在圣诞节期间送出。
凯莉包的皮革材料有超过30种选择，颜色选择超过200种，當中比較稀有的皮革如鸵鸟皮、蜥蜴皮、鳄鱼皮都会成为凯莉包的材质。爱马仕公司还推出了很多脫胎自凯莉包的衍生产品，比如手表、首饰及女装等。2003年秋冬季，爱马仕公司推出过凯莉宝的软包系列，2004年该公司还推出过凯莉包的手抓包款式， 爱马仕铂金包和凯莉包单颜色款式女包给消费者时尚和流行的保障,首先就要知道从质量，款式，价格上了解爱马仕品牌，只有从这些方面才能够更好的了解爱马仕品牌。爱马仕女包之所以让消费者更满意